# Aedes impiger
Aedes impiger é um espécie de mosquito do Género Aedes, pertencente à família Culicidae.